# Stade du Restelo
 (avril 2025).
Si vous disposez d'ouvrages ou d'articles de référence ou si vous connaissez des sites web de qualité traitant du thème abordé ici, merci de compléter l'article en donnant les références utiles à sa vérifiabilité et en les liant à la section « Notes et références ».
Le stade du Restelo est un stade de football situé à Lisbonne dans le quartier résidentiel du Restelo. Cette enceinte de 25 000 places inaugurée le 23 septembre 1956 accueille les matchs du Clube de Futebol Os Belenenses. 
Ce stade qui fut entièrement rénové en 2004 comprend également une piste d'athlétisme avec six couloirs.
En 2000, le groupe de rock Pearl Jam y a enregistré un album live.
Le pape Jean-Paul II y tint une messe devant 100 000 fidèles.
Le festival Super Bock Super Rock 2009 va passer par ce stade avec la venue de The Killers et Duffy.
Il a accueilli la finale de la Ligue des champions féminine de la saison 2013-2014, remportée par le VfL Wolfsbourg.